# Bonifacio Veronese

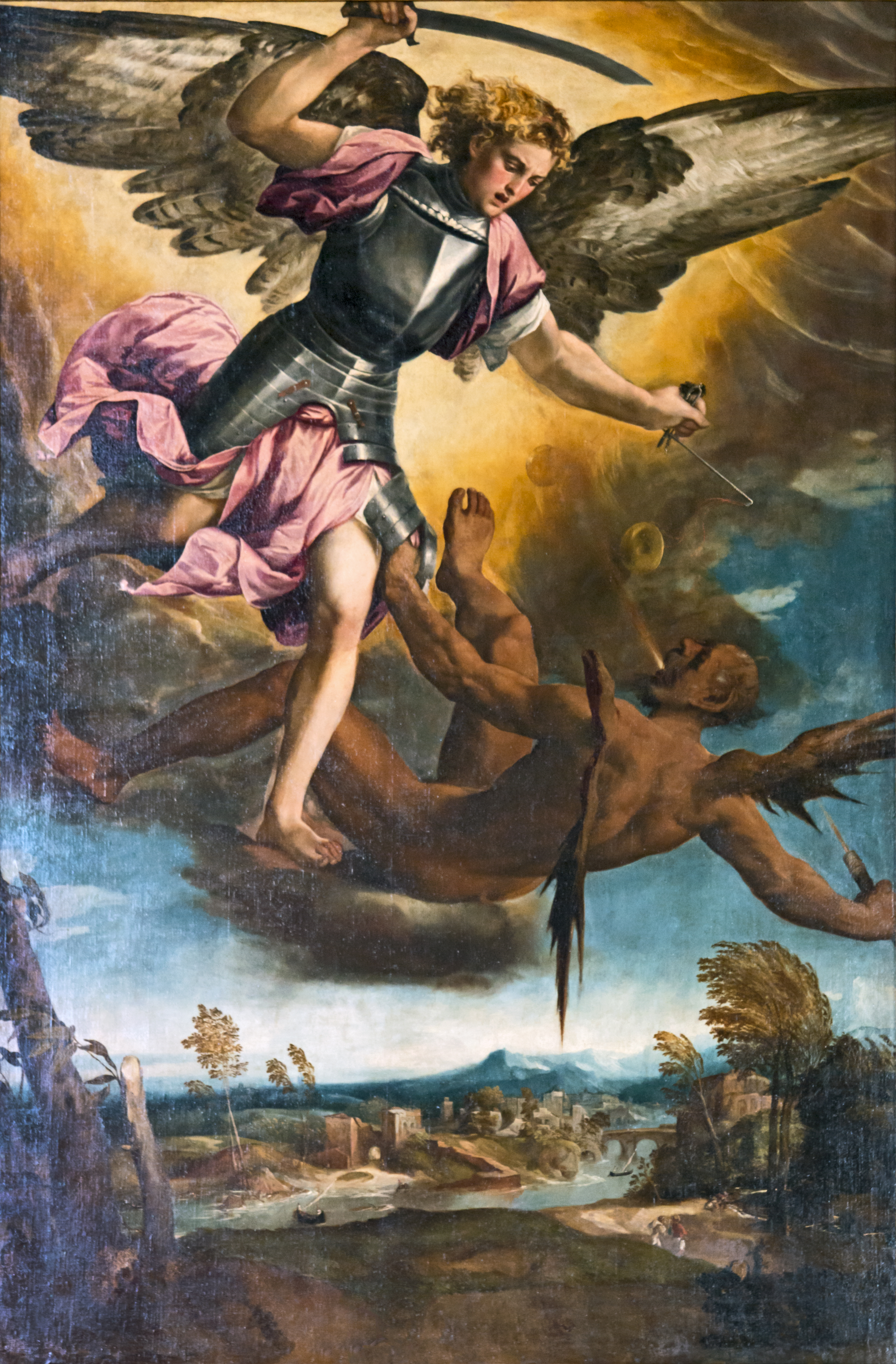
San Michele sconfigge Lucifero, San Zanipolo.

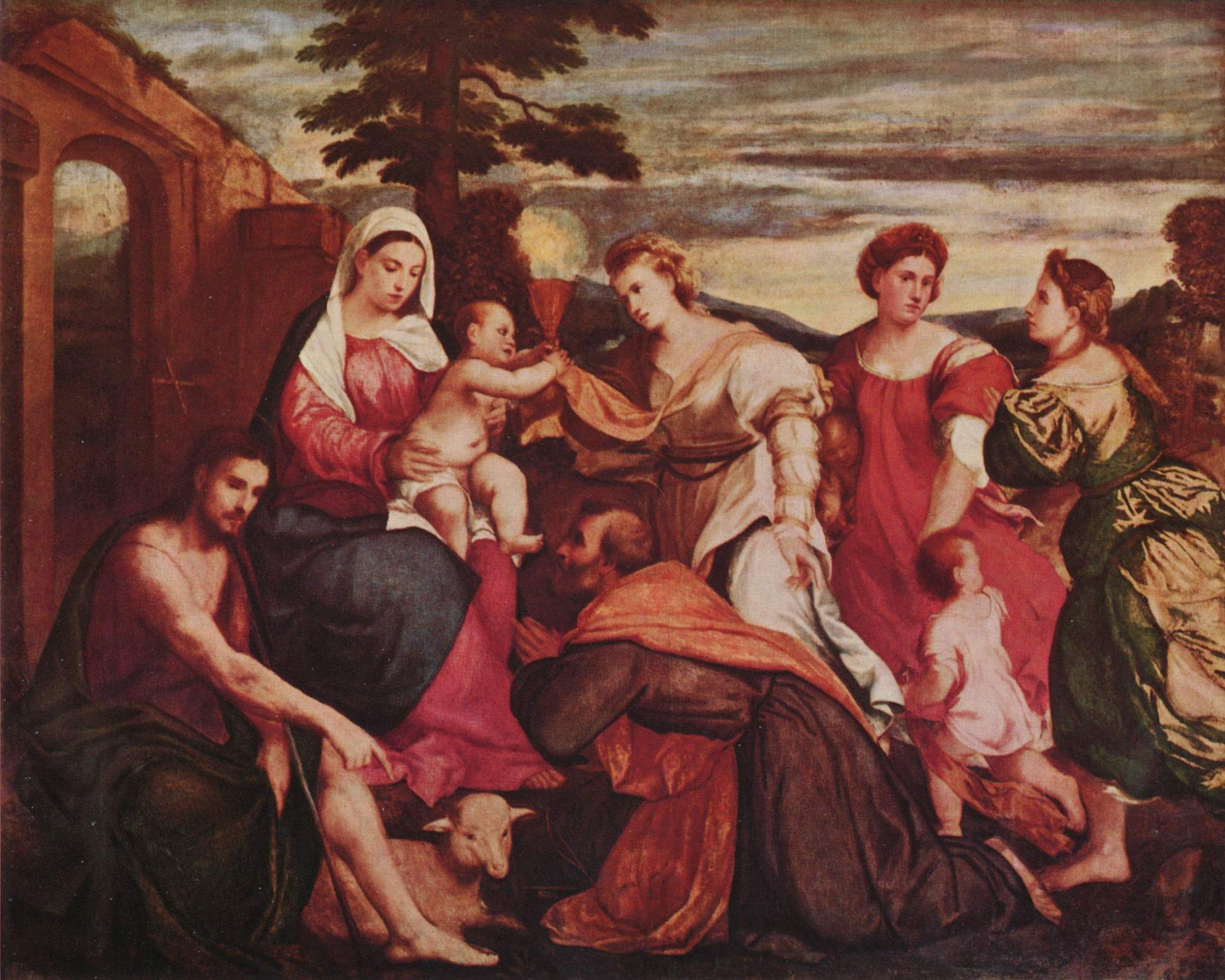
Maria con tre virtù teologali di Bonifacio de' Pitati (c. 1534), Wiltshire.

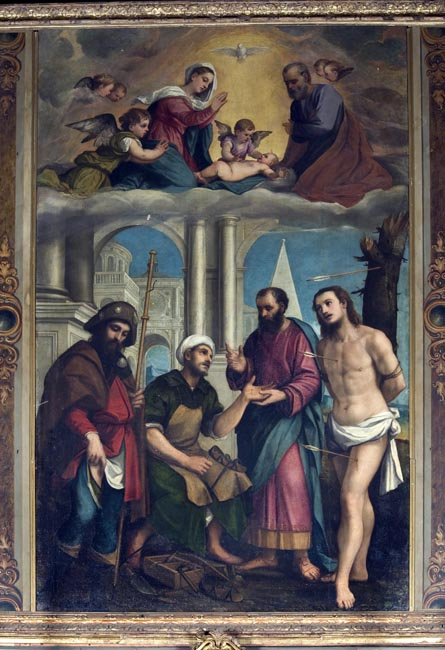
Pala di Sant'Aniano, Bagolino, 1540-42 circa.

Bonifacio de' Pitati, detto Bonifacio Veronese (Verona, 1487 – Venezia, 19 ottobre 1553), è stato un pittore italiano.

## Biografia
Figlio di Marzio de’ Pitati, uomo d’armi, e di Benvenuta, intorno al 1505 si trasferì a Venezia assieme alla famiglia.
Addestrato sotto la guida di Palma il Vecchio e influenzato dagli studi delle opere di Tiziano e di Giorgione, esordì con la Madonna con il Bambino e i santi Giovannino, Girolamo, Dorotea e Caterina (1520) (San Pietroburgo), Lot e le figlie (1520) (Chrysler Museum of Art di Norfolk), l’Adorazione dei pastori (1525) (Birmingham Museum and Art Gallery), la Sacra Famiglia e i santi Antonio da Padova, Antonio abate, Maria Maddalena, Anna e Giovannino (1526) (Louvre), nei quali emersero l’influenza nordica dei paesaggi, i temi ricorrenti della missione salvifica di Cristo e della vacuità del mondo.
Dopo la morte di Palma il Vecchio, il 30 luglio 1528, Bonifacio Veronese completò alcune opere incompiute dal maestro.
In base alla documentazione storica si iscrisse nella Fraglia dei pittori nel 1530.
Durante la stessa annata si occupò della decorazione del palazzo dei Camerlenghi, che ultimò quindici anni dopo, grazie alla collaborazione di molti allievi, tra i quali Tintoretto, Andrea Schiavone, Jacopo Bassano e Stefano Cernotto. Tra le opere si possono menzionare il Cristo in trono e santi (1530) (Venezia, Gallerie dell'Accademia), l’Adorazione dei Magi (Venezia, Gallerie dell’Accademia), caratterizzate ancora da influenze nordiche, il Giudizio di Salomone (1533), Strage degli innocenti (1536), la Cacciata dei mercanti dal tempio (1536) (Venezia, Gallerie dell’Accademia), la Moltiplicazione dei pani e dei pesci (1539) (Venezia, Gallerie dell’Accademia), Caduta della manna e delle coturnici (1539) (Venezia, Gallerie dell’Accademia).
Dopo aver conosciuto la scuola manieristica romana e le opere di Raffaello, le sue qualità narrative si evolsero in forme compositive più articolate, raggiungendo intense espressività notevoli.
Dalla Pala dei Sartori del 1533, l'artista seguì il suo percorso stilistico, pur tenendo conto dell'ascesa creativa di Tintoretto, passando attraverso le opere a sfondo religioso, come il Ritrovamento di Mosè e il Ritorno del figliol prodigo per arrivare fino al Convitto del ricco Epulone, caratterizzate da un variegato e ricco colore e un'atmosfera serena.
Intorno al 1548, Bonifacio Veronese era ancora attivo per opere a tema religioso, ma negli anni successivi ridusse il proprio lavoro, delegando ai suoi allievi e collaboratori la realizzazione delle ultime opere ai Camerlenghi.
Morì a Venezia, nella contrada di San Marcuola, il 19 ottobre 1553.